# Championnats du monde de ski alpin 1934
Navigation
Innsbruck 1933 Mürren 1935
Les championnats du monde de ski alpin 1934 ont eu lieu à Saint-Moritz en Suisse du 15 au 17 février 1934.
Pour la deuxième fois, une station suisse accueille l'évènement.
L'équipe d'Autriche n'a pas participé à ces championnats du monde.
Les skieurs suisses et allemands se partagent les titres.
Chez les hommes, le Suisse David Zogg et l'Allemand Franz Pfnür remportent 3 médailles chacun.
David Zogg s'impose en descente et en combiné et obtient la médaille d'argent en slalom. Franz Pfnür remporte le slalom ainsi que 2 médailles d'argent en descente et en combiné.
Chez les femmes, l'Allemande Christl Cranz est tout près de réaliser le triplé : elle s'impose en slalom et en combiné et obtient une médaille d'argent en descente. La Suissesse Anny Rüegg gagne la descente. Une autre Allemande remporte 3 médailles : Lisa Resch avec 2 médailles d'argent en slalom et en combiné et une médaille de bronze en descente.
Avec 9 médailles chacune dont 3 d'or, l'Allemagne et la Suisse dominent le classement des médailles. Ce n'est qu'à la différence des médailles d'argent que l'Allemagne prend la première place avec 5 médailles d'argent contre une seule pour la Suisse. L'Italie, grâce à la médaille de bronze d'Ido Cattaneo en descente chez les hommes, occupe la troisième place de ce classement.

## Palmarès

### Hommes
| Épreuves | Or                    | Argent                | Bronze                                      |
| -------- | --------------------- | --------------------- | ------------------------------------------- |
| Descente | David Zogg Suisse     | Franz Pfnür Allemagne | Heinz Von Allmen Suisse Ido Cattaneo Italie |
| Slalom   | Franz Pfnür Allemagne | David Zogg Suisse     | Fritz Steuri Suisse                         |
| Combiné  | David Zogg Suisse     | Franz Pfnür Allemagne | Heinz Von Allmen Suisse                     |

### Femmes
| Épreuves | Or                      | Argent                  | Bronze                |
| -------- | ----------------------- | ----------------------- | --------------------- |
| Descente | Anny Rüegg Suisse       | Christl Cranz Allemagne | Lisa Resch Allemagne  |
| Slalom   | Christl Cranz Allemagne | Lisa Resch Allemagne    | Rösli Rominger Suisse |
| Combiné  | Christl Cranz Allemagne | Lisa Resch Allemagne    | Anny Rüegg Suisse     |

## Classement par nations
| Rang | Nation    | Or | Argent | Bronze | Total |
| ---- | --------- | -- | ------ | ------ | ----- |
| 1    | Allemagne | 3  | 5      | 1      | 9     |
| 2    | Suisse    | 3  | 1      | 5      | 9     |
| 3    | Italie    | 0  | 0      | 1      | 1     |

## Participants par nations
| France | Émile Allais René Beckert André Jamet Maurice Lafforgue André Tournier François Vignole |